# Samois (association)
Pour les articles homonymes, voir Samois.
Samois est une organisation de lesbiennes BDSM de San Francisco, qui a existé de 1978 à 1983. Elle est engagée dans la lutte pour les droits des lesbiennes sadomasochistes. Avec Coming to Power:Writing and graphics on Lesbian S/M, le groupe publie le premier manuel de SM en 1981.
Le nom du groupe vient du personnage fictif de la dominatrice lesbienne Anne-Marie dans Histoire d'O, qui perce et marque au fer O.
Le groupe débute en juin 1978 autour de Pat Califia, la féministe Gayle Rubin et 15 autres femmes. Elles protestent contre la censure du roman Histoire d'O. En 1979, elles participent à la Gay Freedom Day Parade en portant des T-shirts The Leather Menace. Elles s'engagent en faveur de la pornographie et du SM, et affrontent les féministes anti-pornographie d'associations, comme Women Against Violence in Pornography and Media (WAVPM).